# Thaon di Revel
I Thaon di Revel (pronuncia: /taˈõ di rəˈvɛl/) e Sant'Andrea sono una famiglia nobiliare originaria della contea di Nizza. Per tradizione familiare i figli maschi furono educati alla carriera militare, politica e diplomatica. Molti membri dei Thaon di Revel hanno raggiunto posizioni di pubblico interesse, sia in ambito militare sia politico, partecipando attivamente nel governo del Regno di Sardegna e alla formazione del Regno d'Italia. Il ramo dei Thaon si stabilì nel Nizzardo nel XV secolo e da lì in Piemonte.

## Origini della famiglia
Tradizioni domestiche vogliono che la famiglia, proveniente dalla Normandia (Thaon presso Caen), sia passata in Inghilterra (Filippo di Thaon poeta anglo-normanno), poi in Scozia al seguito della giovane sposa regina Maria Stuarda, e infine in Francia. La leggenda (che tuttora si ricorda presso Saint-André-de-la-Roche) della Regina Bianca, vuole che un giorno si presentasse il duca Emanuele Filiberto di Savoia con un bimbetto in fasce e chiese ai signori del castello di crescerlo e educarlo alle armi.
Le prime notizie storicamente documentate sulla famiglia Thaon risalgono al 1454 (secondo gli Archives Départementales des Alpes-Maritimes), quando i Thaon risultano negli elenchi dei capi famiglia di Lantosca, che oggi è un comune francese situato nel dipartimento delle Alpi Marittime della regione della Provenza-Alpi-Costa Azzurra.
Capostipite certo e documentato è Filippo Thaon (1530-1623), capitano delle milizie di Lantosca e Belvedere che il 16 gennaio 1617, ottenne le lettere patenti dal duca Carlo Emanuele I di Savoia. Il secondogenito di Filippo è Pietro Thaon (1567-1642), medico a Nizza che sposò Camilla Doria Michelotti di Claudio, giovane discendente da una nobile famiglia perugina. Ella portò in dote il feudo di Revel (costituito da una parte del territorio di Torretta Levenzo e da quello di Sant'Andrea) dando così alla casata la prima signoria. Il figlio terz'genito di Filippo e Camilla, Carlo Antonio Thaon (1611-1643), divenne il primo signore Revel e nel 1685, suo figlio Pietro Thaon di Revel (1639-1711) acquistò la rimanente parte del territorio di Tourette e ottenne da Vittorio Amedeo II (il 10 ottobre 1687) che le signorie Revel e Sant'Andrea fossero erette in stato di Contea. In seguito, i membri della famiglia unirono al nome Thaon, Signori di Revel e Sant'Andrea quello dei Conti (1687), Signori di Castelnuovo (1790), Marchesi (1796), Conti di Pralungo (1814) e Duchi (1920).

## Incarichi
I Thaon di Revel hanno avuto, negli ultimi tre secoli:
- 2 Viceré di Sardegna: il marchese Carlo Francesco (due reggenze: nel 1787 e nel 1807), il conte Ignazio Isidoro (1817-1820).
- 3 Luogotenenti generali del Regno:[11] il marchese Carlo Francesco (1799), il conte Ignazio Isidoro (1821) e il marchese Carlo Ippolito (1839).
- 5 cavalieri dell'Ordine supremo della Santissima Annunziata: il marchese Carlo Francesco (1799), il marchese Giuseppe Alessandro (1815), il conte Ignazio Isidoro (1820), il conte Genova (1905) e il duca Paolo Camillo (1936).
- 2 Ministri di Stato: il conte Ignazio Isidoro (1815-1820) e il conte Ottavio (1844-1848).
- 2 Ministri delle finanze: il conte Ottavio (1848) e Paolo Ignazio (1935-1943).
- 1 Ministro della guerra: il conte Genova (1861 al 1867).
- 1 Ministro della marina: il duca Paolo Camillo (1922-1925).
- 5 Senatori del Regno: il conte Ottavio (1861), il conte Genova (1879), il marchese Ignazio (1900), il duca Paolo Emilio e il conte Paolo Ignazio (1933).
- 3 Governatori di Torino: il marchese Carlo Francesco (1797), Giuseppe Alessandro (1814) e Ignazio Isidoro (1820).
- 1 Governatore di Tortona e Asti: il marchese Carlo Francesco (1770, Tortona - 1772, Asti).
- 1 Governatore di Sassari: il marchese Giuseppe Alessandro (1808).
- 1 Governatore di Genova: il conte Ignazio Isidoro (1815).
- 1 Podestà (sindaco) di Torino: il conte Paolo Ignazio Maria (1929-1935).
- 1 Prefetto di Genova: il conte Ignazio Isidoro (1815).

## Membri illustri
- Gasparre Thaon di Revel e di Sant'Andrea (1670-1732), conte, figlio di Carlo Antonio ed erede del titolo. Militare, diventa colonnello del reggimento di Nizza. Nel 1690 sposa Gertrude Provana di Pralungo[12], figlia del conte Orazio, e dalla loro unione nascono dodici figli: Teresa Margherita (monaca nella città di Nizza), Anna Francesca (muore giovane), Geltrude (sposa il nobile Portaneri di Santa Margherita), Giuseppe Orazio (erede del titolo), Bartolomeo, Maria Caterina (monaca), Maria Costanza (muore giovane), Marco Antonio (muore piccolino), Pietro Ignazio (militare in marina e cavaliere di Malta), Giovanni Battista e Maria Margherita (muore giovane).
- Giuseppe Orazio Pietro Thaon di Revel e di Sant'Andrea (1697-1775) conte. Diventa membro della prefettura e giudice della città di Nizza. Sposa Teresa Gertrude di Saint Martin d'Eze e dalla loro unione nascono due figlie: Maria Geltrude e Maria Antonietta, ambedue muoiono in giovane età. Nelle seconde nozze, sposa la contessa Emilia Peyre di Claus, vedova del conte Gian Andrea Galleani di Todon. Da questa unione nascono tre figli: Carlo Francesco e i gemelli Prospero e Agostino.
- Giovanni Battista Thaon di Revel e Sant'Andrea (1708-1784) l'undicesimo figlio di Gaspare Thaon di Revel, ottenne grande importanza negli affari di governo dell'Ordine di Malta. Progettista delle fortificazioni di Marsamuscetto[13], fu promosso al grado di Balì di Gran Croce. È sepolto con epigrafe nel duomo di Malta

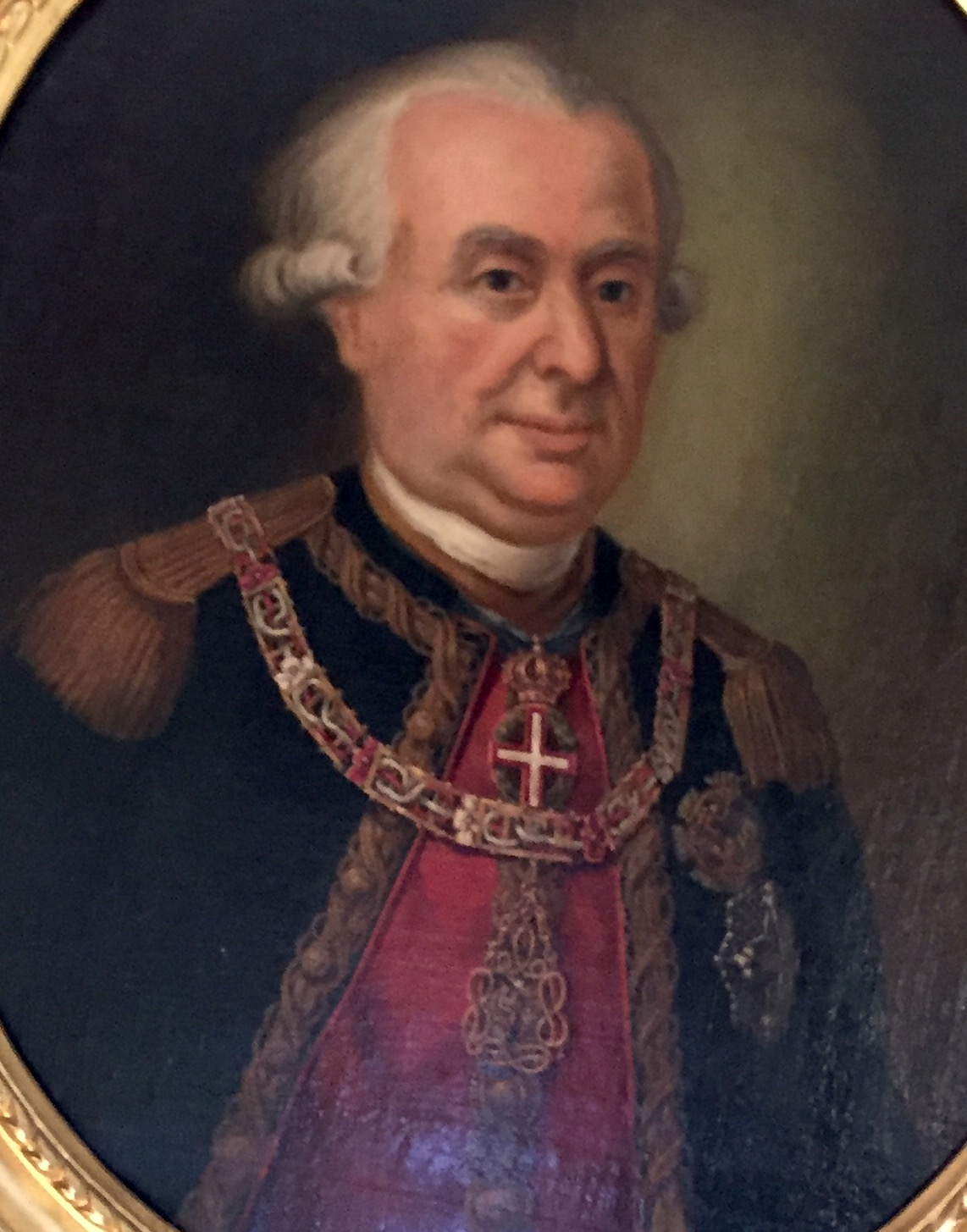
Il Marchese Carlo Francesco Thaon di Revel e Sant'Andrea

- Carlo Francesco Thaon di Revel e Sant'Andrea (Nizza, 1725 - Cagliari, 1807) conte e poi marchese (figlio del conte Giuseppe Orazio). Fu uno dei grandi personaggi della monarchia sabauda nel XVIII secolo. Prese parte alle varie campagne di guerra contro la Francia rivoluzionaria, nel Modenese, nella Savoia, nelle Alpi Marittime e Nizza. Compì gli studi giovanili all'Accademia Reale di Torino, che concluse con il grado di alfiere nel reggimento di Saluzzo per poi passare nel reggimento della marina di Nizza, dove percorse il grado di colonnello. In seguito alla partecipazione alla guerra di successione austriaca ed alla guerra della prima coalizione fece una rapida carriera militare: nominato maggior generale nel 1780, fu comandante della città e della contea di Nizza nel 1781 e, in seguito, comandante generale dell'esercito sabaudo. Nel 1787, riceve l’incarico di Viceré della Sardegna, esercitando la potestà regia politica e amministrativa. Rientrato in Piemonte, nel 1790 viene nominato governatore di Tortona e nel 1792, governatore di Asti. Al scoppiare della guerra contro la Francia rivoluzionaria, nel 1793, gli viene assegnato il comando supremo dell'esercito delle Alpi Marittime nell'aspra campagna del 1793-1794[14] riportando la vittoria nella battaglia dell'Authion. Con il trattato di pace di Parigi, il 15 maggio 1796, Carlo Francesco perde i suoi feudi, il castello a St. Andrè e gran parte dei possedimenti nel nizzardo. Per ricompensare i servigi, Vittorio Amedeo II lo crea marchese con decreto regio. Nel 1797 viene nominato Governatore di Torino e quando la città viene occupata militarmente dai francesi napoleonici, nel settembre 1798, diventa di conseguenza una delle persone più ricercate. Carlo Francesco, dandosi alla fuga, trova riparo presso il quartiere generale russo, comandato dal feldmaresciallo Aleksandr Suvorov che era a capo della coalizione anti napoleonica. Quando la reazione austro-russa costrinse i francesi di abbandonare Torino, il 26 maggio 1799, il Thaon riprende il controllo di Torino e assume la guida del governo. Nel mese di luglio 1799, il Re Carlo Emanuele IV lo nomina Luogotenente Generale degli Stati di Terraferma con tutti i poteri d'alter ego. Gli conferì la Gran Croce dei Santi Maurizio e Lazzaro e in seguito, il Collare dell'Ordine supremo della Santissima Annunziata. Dopo la disfatta di Marengo, il 14 giugno 1800, rifiutandosi sempre di arrendersi e collaborare con i francesi, lasciò il Piemonte e viaggiò per Livorno, Napoli, Roma e infine ritornò in Sardegna dove, nel 1804, riebbe per breve l'ufficio, per la seconda volta, di viceré. Nel 1806 fu creata e conferita, appositamente per lui, la dignità di "Gran Maestro dell'Artiglieria". Sposò Maddalena Galleani di Todone e dalla loro unione nacquero sei figli: Giuseppe Alessandro, Geltrude, Ignazio Isidoro, Giovanna, Maurizio e Sofia.

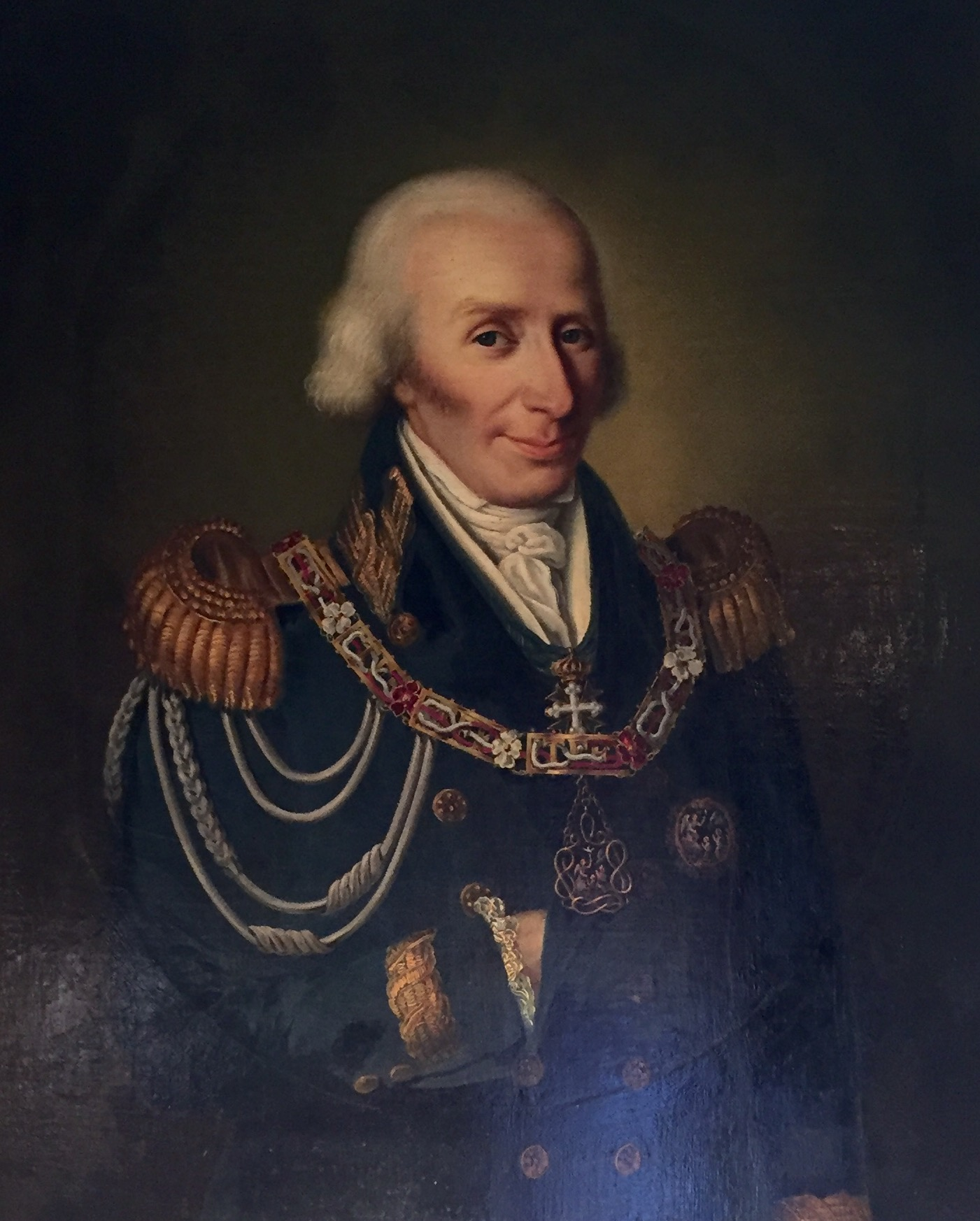
Il Marchese Giuseppe Alessandro Thaon di Revel e di Sant'Andrea

- Giuseppe Alessandro Thaon di Revel e Sant'Andrea (Nizza, 1756 - Torino, 1820) marchese (primogenito di Carlo Francesco). Intraprese la carriera militare e come giovane capitano nella Legione degli accampamenti segue (insieme a suo fratello Ignazio), il compito di segretario e aiutante di campo. I due fratelli, durante la guerra delle Alpi presero parte alla battaglia dell'Authion[15] dove Giuseppe Alessandro rimase ferito a una gamba da un proiettile di artiglieria. In seguito all'insediamento della Repubblica Piemontese, nel fine dicembre del 1798 fu prigioniero dei francesi insieme al fratello Ignazio. Dopo una prima detenzione a Grenoble furono trasferiti a Digione dove riuscirono ad evadere. Dopo una difficile traversata degli alpi, nell'autunno del 1799 furono in grado raggiungere Torino e il padre Carlo Francesco che intanto aveva assunto la guida del governo. Dopo la battaglia di Marengo seguì il padre in Sardegna e nel 1802 venne nominato governatore di Sassari. Negli anni a seguire, raggiunse il grado di Generale di fanteria (nel 1812) e Ispettore delle Regie Armate. Il 13 luglio, 1814 organizzò a Torino per volontà del re Vittorio Emanuele I, il corpo dei Carabinieri Reali. Diventò quindi il primo Comandante Generale dei Carabinieri (carica che tenne sino al 23 dicembre dello stesso anno)[16]. Il Corpo dei Carabinieri venne diviso in sei Sezioni: Torino, Cuneo, Alessandria, Nizza, Novara e Savona e nel 1815, ne venne aggiunta una settima, Genova. Quando il congresso di Vienna (1814-1815) sancì il ritorno dei Savoia, a Giuseppe Alessandro venne dato l'incarico di governatore di Torino, ufficio che mantenne fino alla morte. Viene insignito del cavalierato dell'Ordine Supremo della Santissima Annunziata. Sposò Paolina Irene Beatrice dei duchi Galean d'Aseroz de Gudagne e dalla loro unione nacquero quattro figli: Carlo Ippolito e Beatrice (gemelli), Ignazio Gerolamo e Giuseppina.

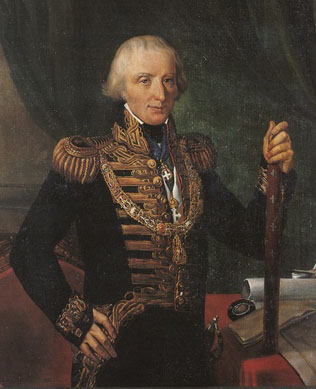
Il conte Ignazio Isidoro Thaon di Revel e di Sant'Andrea

- Ignazio Isidoro Thaon di Revel e Sant'Andrea (Nizza, 1760 - Torino, 1835) conte, figlio del marchese Carlo Francesco. Da lui parte il ramo cadetto dei conti di Pralungo. Militare di carriera, fu un abile diplomatico e uomo colto (appassionato di filologia classica ed eccellente latinista, possedeva una ricca biblioteca). Svolse diversi uffici diplomatici durante le guerre per conto del Regno Sardo contro la Francia rivoluzionaria[17]. Fu ambasciatore all'Aia per il trattato del 1790. Durante la guerra delle Alpi nel 1792-93, combatté al fianco del padre e in seguito a fu Parigi dove, nel maggio del 1796, venne siglato la pace con la Francia napoleonica. In seguito all'insediamento della Repubblica Piemontese, riceve il 30 dicembre 1998 l'ordine di recarsi (insieme al fratello Giuseppe) in Francia dove furo sono messi in prigionia. Evadono insieme da Digione, e riuscirono dopo una rocambolesca traversata delle alpi, a riunirsi con il padre a Torino. Dopo[18] l'annessione del Piemonte alla Francia si astenne dalla vita politica e pubblica ritirandosi in campagna nella villa di San Raffaele Cimena. Con la Restaurazione venne chiamato ad importanti incarichi dal re Vittorio Emanuele I. Fu membro del consiglio di reggenza e nominato ministro plenipotenziario per rappresentare il Regno nelle trattative di pace a Parigi (1814) dove con grande abilità ottenne l'unione al Regno di Sardegna di Genova[19]; fece la richiesta formale ed ottenne la restituzione del Piemonte. Il 25 settembre 1814, ricevette il titolo di conte di Pralungo e la nomina di viceré della Sardegna, sostituendo Carlo Felice[20]. Il 25 settembre 1815, fu nominato governatore e primo prefetto di Genova[21], incarico che tenne fino al 1820. Nel 1821 fu nominato luogotenente generale del regno con pieni poteri. Dopo il ritorno di Carlo Felice, il Thaon tornò ad essere governatore di Torino e con il regno di Carlo Alberto di Savoia fu vicepresidente del consiglio di stato. Nel 1820 venne nominato cavaliere dell'Ordine Supremo della Santissima Annunziata e in seguito ricevette il Gran Cordone dei Santi Maurizio e Lazzaro. Nel 1829 ottenne il titolo di maresciallo di Savoia. Sposò la nizzarda Sabina dei conti Spitalieri di Cessole. Dal loro matrimonio nacquero 12 figli: Federico, Carolina, Leonello, Ottavio, Orazio, Alessandro, Marziano, Flavia, Carlo Francesco, Adriano, Ersilia e Genova.
- Maurizio Thaon di Revel e Sant'Andrea (1770-1799), era il quintogenito del marchese Carlo Francesco. Militare, fu durante la Guerra degli Alpi, sottotenente dei granatieri del reggimento quindi, luogotenente dello stesso Reggimento. Combatté alla battaglia dell'Authion. In seguito nominato luogotenente generale dei granatieri e cavaliere di Malta. Morì a Nizza, prigioniero dei francesi.
- Carlo Ippolito Thaon di Revel e Sant'Andrea (Nizza, 1789 - Torino, 1849) marchese, era il primogenito di Giuseppe Alessandro. Come suo padre e suo zio, abbracciò la carriera militare. Si trovò a Cagliari quando, il 24 agosto 1808, re Vittorio Emanuele I[22] lo nominò sottotenente nel battaglione Cacciatori di Savoia. Il 6 luglio 1810, ricevette il grado aiutante maggiore, nel 1816 la nomina di maggiore d'armata e il 29 gennaio 1823, re Carlo Felice lo nominò tenente colonnello della divisione di Torino; ricevette inoltre la nomina di gentiluomo di camera. Nel 1832, re Carlo Alberto gli riconfermò la fiducia e lo nominò, il 20 dicembre 1832, maggiore generale e aiutante di campo di S.M. Il 29 febbraio 1848, venne nominato capitano delle guardie del corpo di S.M. e il 14 agosto 1839, promosso a Luogotenente generale del Regno. Ricevette il Gran Cordone dei Santi Maurizio e Lazzaro e Commendatore dell'Ordine Sacro Militare Gerosolimitano. Sposò nel 1815, Josephine dei conti Piccono di Santa Brigida ed ebbero quattro figli: Emanuele, Ersilia, Cesare Ignazio e Lidia.
- Cesare Ignazio Thaon di Revel e Sant'Andrea (1824-1899) era il terzogenito del marchese Carlo Ippolito. Frequentò l'accademia militare dal 1834 al '43. Alla Novara Cavalleria venne nominato colonnello del deposito stalloni (1861) e delle guide nel 1863, fino al grado di maggior generale, nel 1866. A Verolengo, presso Chivasso, fondò due asili infantili. Sposò Leonia di Saverio Guiget da Vienne.
- Ignazio Gerolamo Thaon di Revel e Sant'Andrea (Torino, 1790 - Torino, 1843), era il terzogenito del marchese Giuseppe Alessandro. Diventò colonnello di cavalleria e cavaliere di Malta.
- Federico Thaon di Revel e Sant'Andrea (Torino, 1799 - Torino, 1824), primogenito del conte Ignazio Isidoro. Diventò sottotenente nelle Guardie e Aiutante di campo del padre.

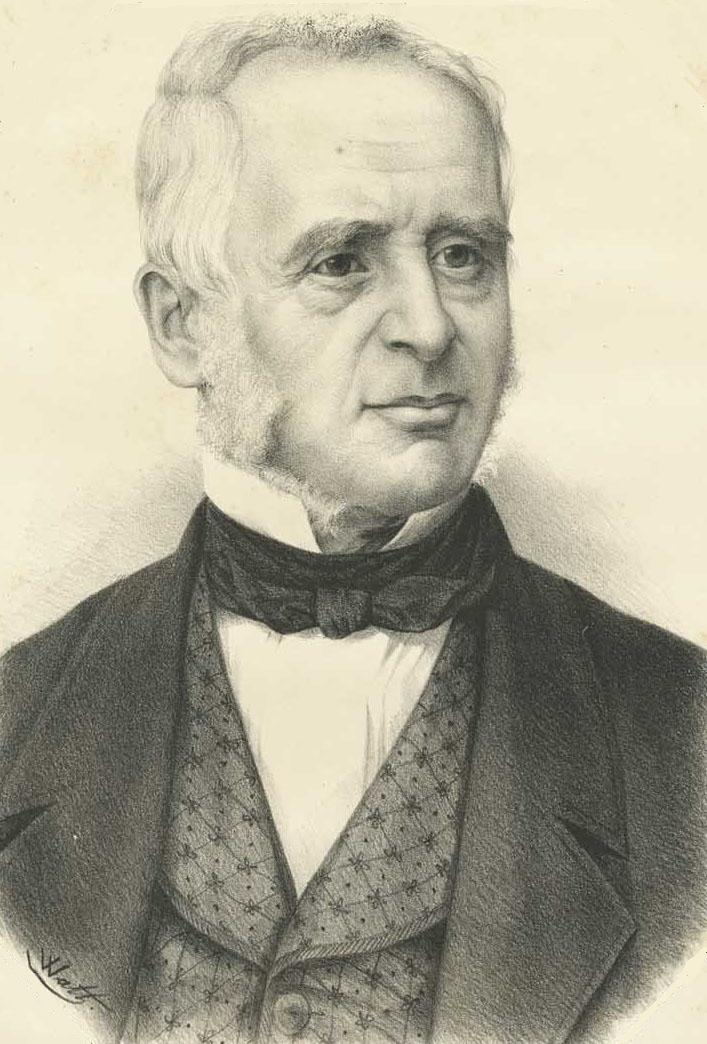
Il conte Ottavio Thaon di Revel e di Sant'Andrea

- Ottavio Luigi Eugenio Thaon di Revel e Sant'Andrea (Torino, 1803 - Torino, 1868) era il quartogenito del conte Ignazio Isidoro e a lui passò il titolo dei conti. Deputato al parlamento per sei legislature prima e senatore del regno poi, diventò, dopo numerosi incarichi pubblici (sostituito procuratore generale, vice intendente generale delle finanze, segretario del consiglio di conferenza, primo ufficiale della finanza, primo segretario di Stato per gli affari di finanze), primo ministro delle finanze più volte confermato in diversi governi; dal 16 marzo al 27 luglio (Governo Alfieri) e dal 19 agosto al 15 dicembre del 1848 (Governo Perrone)[23]. Riuscì grazie alla sua esperienza e abilità a portare il bilancio statale in forte attivo di 90 milioni[24]. Fu nominato Primo segretario di Stato e il 4 marzo 1848, cofirmatario dello Statuto Albertino (la costituzione adottata fino all'entrata in vigore della costituzione della repubblica italiana, il 1º gennaio 1948). Fu soprattutto il fidato consigliere del re Carlo Alberto, come attestano le numerose lettere che il Re gli indirizzava dai campi di battaglia del 1848-49 al "mon très cher de Revel", firmandosi con semplicità "votre très affectionné C. Albert"[25], che lo nominò Gran Cordone dei Santi Maurizio e Lazzaro, il 20 gennaio 1861.[26] Di idee moderate e conservatrici, contrastava la politica di Cavour, specialmente in materia ecclesiastica e osteggiava ardentemente il trasferimento della capitale d'Italia a Firenze. Nonostante le controversie politiche, i due si frequentavano amichevolmente nella vita privata e la reciproca stima portò lo stesso Cavour a definire Ottavio "uno dei pochi finanzieri del Regno"[27]. Rappresentò per lungo tempo, con il suo giornale La Patria[28], il conservatorismo di destra delle classi dirigenti piemontesi. Negli ultimi anni della sua vita, fu nominato presidente della Cassa di risparmio di Torino (dal 1862 al 1868). Si sposò tre volte; in prime nozze con Maria Teresa Caccia di Romentino che morì di parto (1832) e la neonata figlia con la madre. Nel 1836 si risposa con Guglielmina Doria di Ciriè, ebbero cinque figli: Sabina, Ignazio, Adele, Teresa e Alessandro. Guglielmina muore nel 1849 e solo il figlio Ignazio raggiunse la maggiore età. Nel 1852 si risposò con Carolina Clermont de Vars con quale ebbe tre figli: Vittorio e Adriano (gemelli) e Paolo Camillo.
- Leonello Thaon di Revel e Sant'Andrea (Torino, 1802 - Torino, 1843), fu il terzogenito del conte Ignazio Isidoro. Diventò capitano di stato maggiore, gentiluomo di camera, cavaliere dei Santi Maurizio e Lazzaro e di Leopoldo d'Austria. Sposò Stefania Chissotti di Robione nel 1824, ed ebbero due figlie: Ennendina (sposa il conte Carlo Balbiano di Aramengo) e Paolina, che sposa il marchese Alberto Ricci.
- Marziano Carlo Alberto Thaon di Revel e Sant'Andrea (Torino, 1807 - Torino, 1884), settimo figlio del conte Ignazio Isidoro. Diventò tenente colonnello di Fanteria, maresciallo della Guardia del Corpo, scudiere di S.M. il Re.
- Carlo Francesco Maria Thaon di Revel e Sant'Andrea (Torino, 1811 - Torino, 1870) conte, nono figlio del conte Ignazio Isidoro. Diventò maggiore nei Granatieri e capitano delle Guardie. Sposò Anna Giovanna de Fabiano di Giambattista e da questo matrimonio nacquero quattro figli.
- Adriano Thaon di Revel e Sant'Andrea (Torino, 1813 - Torino, 1854), era il decimo figlio del conte Ignazio Isidoro. Divenne ministro plenipotenziario (ambasciatore) di S.M. a Vienna e a Londra. Insignito del gran Cordone dei Ss. Maurizio e Lazzaro sposa Emilia De Montegu di Basilio con la quale non ebbe figli. Adriano fu la prima vittima di colera[29] quando scoppiò l'epidemia del 1854-1855 a Torino.Il conte Genova Thaon di Revel e di Sant'Andrea

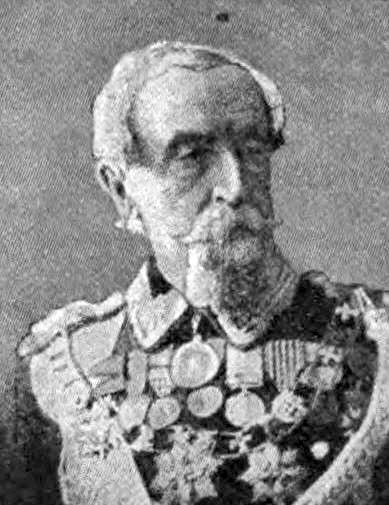
Il conte Genova Thaon di Revel e di Sant'Andrea

- Genova Giovanni Thaon di Revel e Sant'Andrea (Genova, 1817 - Como, 1910) conte, era il dodicesimo figlio del conte Ignazio Isidoro. Il nome Genova era voluto dal padre Ignazio Isidoro che (nel 1817) esercitava l'incarico di primo governatore e prefetto di Genova. Da giovane frequentò l'Accademia e intraprende la carriera militare che lo portò fino alla nomina di Generale dell'Esercito sabaudo. Combatté le varie guerre d'Indipendenza e la guerra di Crimea. Ricevette per i suoi meriti militari una medaglia d'oro e due d'argento al valore militare vivente. Parla e scriveva fluidamente 5 lingue, svolse diverse delicati missioni diplomatici sia per conto del governo sia in qualità di commissario del Re; ricevette ufficialmente l'ammissione del Veneto dal generale francese Leboeuf, poco prima del plebiscito del Veneto del 1866 che avrebbe sancito il passaggio di quella regione all'Italia[30]. Dopo la presa di Roma rimane per vari anni comandante del corpo d'Armata di Milano. In seguito viene incaricato ministro della guerra del regno d'Italia nel Governo Rattazzi II, senatore[31] del Regno e comandante di corpo d'armata nel 1877. Ricevette da re Vittorio Emanuele II il collare della Santissima Annunziata. Sposò nel 1862, Camilla Castelbarco Visconti Simonetta[32] dei principi di Montignano. Dal matrimonio nacquero cinque figli: Umberto e Ottavia Maria (che non raggiungono la maggiore età), Sabina (sposa il conte Emiliano Parravicini di Parravicino), Antonio (muore all'età di 24 anni per una malformazione cardiaca) e Carla (sposa il conte Guido Barbiano di Belgioioso).
- Ignazio Thaon di Revel e Sant'Andrea (1839-1908), conte e poi creato marchese, era il terzogenito del conte Ottavio. Fu sindaco di San Raffaele Cimena, consigliere comunale e assessore provinciale di Torino. Fu incaricato Maestro delle Cerimonie[33] dal re Vittorio Emanuele II, deputato (nella XII e XIV legislatura) e il 14 giugno 1900, nominato senatore[34]. Inoltre fu eletto Direttore primario dell'Opera pia "S. Luigi Gonzaga" di Torino e membro della direzione dell'Istituto nazionale per le figlie dei militari di Torino. Nel 1901, con decreto ministeriale, ereditò il titolo di marchese alla morte di Emanuele Thaon, nipote di Giuseppe Alessandro, che morì senza discendenza. Sposò in prime nozze a Torino, il 6 maggio 1865, Teresa dei marchesi Guasco di Bisio. Da questo matrimonio nacquero tre figli: Ottavio (che muore nel primo anno di vita), Ottavio Eugenio e Willehelmina. Vedovo, sposò in seconde nozze (il 1º settembre 1880), la contessa Irene Cavoretto di Belvedere da cui non ebbe figli.
- Vittorio Thaon di Revel e Sant'Andrea (Torino, 1854 - Poirino, 1930) conte, era il settimo figlio del conte Ottavio e a lui passò il titolo. Si laureò in giurisprudenza e fu sostenitore dell'Azione cattolica: il 4 luglio 1871 è uno dei giovani soci fondatori del Circolo gioventù cattolica beato Sebastiano Valfrè, che faceva riferimento alla chiesa di San Carlo[35]. Venne eletto deputato nel governo di re Umberto I, ma è come diplomatico che per tutta la sua carriera, svolse svariate missive per conto della corona. Fu nominato dal re Umberto I ministro plenipotenziario e regio console a Trieste, regio inviato straordinario negli Stati Uniti d'America, regio console a Salonicco e a Tolone. In seguito, re Vittorio Emanuele III, lo inviò come console generale a Nizza. Venne nominato Commendatore dell'Ordine dei Santi Maurizio e Lazzaro, il 20 agosto 1913 e il 20 maggio 1917 Cavaliere di Gran Croce decorato del Gran Cordone della Corona d'Italia. Sposò a New York, il 7 giugno 1882, Elfrida Maria Luisa Atkinson (1857 - 1917), d'origine scozzese. Da questo matrimonio nacquero quattro figli: Laura Carolina (sposa Ludovico Doria Lamba di Genova), Irene Elfrida (sposa Leonello De Nobili di Firenze), Paolo Ignazio e Ignazio Ottavio.

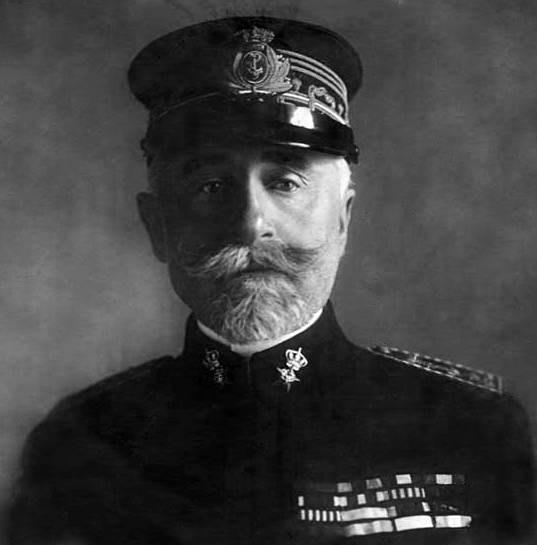
Il duca Paolo Camillo Thaon di Revel e di Sant'Andrea

Paolo Camillo Thaon di Revel e Sant'Andrea (Torino 1859 - Roma, 1948) conte, poi creato Duca del Mare era il nono figlio del conte Ottavio. Dopo aver frequentato il collegio salesiano di Val Salice a Torino (lo stesso di don Bosco, che era accorso al capezzale del padre Ottavio) e il collegio barnabita di Sant'Anna a Genova, nel 1873 venne avviato alla carriera navale alle scuole di Marina di Genova prima e Napoli poi, secondo la prassi formativa del tempo. Consegue i gradi di guardiamarina nel 1877, dopo ben cinque crociere mediterranee e oceaniche alla fregata ad elica Vittorio Emanuele. Dal 1878 al 1911 venne destinato a molteplici e più diverse destinazioni, ben ventuno, di cui diciassette a bordo e mostrò una sua peculiarità nello speciale rapporto con la famiglia reale. Infatti, dopo i primi comandi, nel grado di tenente di vascello, per quattro anni (dal 1884 al 1888), era stato ufficiale di ordinanza dell'ammiraglio Eugenio, principe di Savoia-Carignano, quindi da capitano di corvetta aiutante di campo effettivo di re Umberto I (dal 1896 al 1900, e fu un vero caso che si trovò presente al regicidio di Monza) e nel 1911, da contrammiraglio, per pochi mesi, aiutante di campo di Vittorio Emanuele III. Dopo aver già ricoperto importanti incarichi, tra i quali il comando dell'Regia accademia navale di Livorno e della corazzata a torri da 14.192 t Vittorio Emanuele, appena entrata in servizio, venne posto a comando della II Divisione della II Squadra navale con quale partecipò alla guerra italo-turca (1911-1912), dove si distinse per la sua determinazione offensiva; con gli incrociatori corazzati Giuseppe Garibaldi e Francesco Ferruccio affondò nel porto di Beirut navi da guerra turche, prese parte al bombardamento di Tripoli e dei forti esterni dei Dardanelli, azioni per le quali meritò la commenda dell'Ordine militare di Savoia.
Dopo la guerra venne nominato capo di stato maggiore della marina (1º aprile 1913) e promosso vice-ammiraglio il successivo 1º luglio. In uno scenario internazionale sempre più teso, riuscì a garantire una maggiore sicurezza marittima italiana, rinegoziando una nuova convenzione marittima (giugno 1913) e il riarmo navale, nonostante le frizioni politici e strategiche con il comandante in capo dell'Armata, il viceammiraglio Luigi di Savoia duca degli Abruzzi oltre che le tensioni interni nella marina, che lo portarono alle dimissioni l'11 ottobre del 1915. La destinazione di prima linea come comandante in capo del dipartimento e della piazza marittima di Venezia gli venne concessa e la difesa della regia marina della Serenissima diventa il laboratorio della guerra navale italiana con uomini di punta, tra cui, i fratelli Ciano, Luigi Rizzo, Nazario Sauro e con Gabriele D'Annunzio, che sul Canal Grande creò l'epicentro della guerra psicologica con enorme impatto mediatico. Durante questa fase della prima guerra mondiale, il blocco strategico dell'Adriatico mediante lo sbarramento di Otranto e l'ampia valorizzazione di unità ostili e insidiose come la creazione dei celebri cacciatorpediniere MAS (venne coniato da Gabriele D’Annunzio il motto del MAS: Memento Audere Semper) con 244 esemplari in servizio durante la guerra e i primi sperimentali "mezzi speciali", quali la "Mignatta", i barchini saltatori di classe "Grillo", in coordinazione quotidiano con i caccia, i sommergibili, gli idrovolanti, i torpedinieri e le mine furono veri e propri fattori del potere navale italiano dell'Adriatico, con oltre 86.000 missioni di guerra. Senza il blocco navale voluto dal Thaon e assicurato dalle Regie Navi e dai loro equipaggi tra il 1915 e il 1918, la guerra sull'Isonzo, sulle Alpi e sul Piave non solo non sarebbe stata vinta, ma avrebbe comportato, assieme alla rovina dell’Italia, anche quella della Francia e dell’Inghilterra. Dopo le dimissioni del Duca degli Abruzzi, il 9 febbraio del 1917, Revel (23-02-1917) ricevette un seggio nel parlamento e riprese il comando come capo di stato maggiore e comandante in capo delle forze navali mobilitate. La strategia operativa portò all'affondamento della corazzata austriaca SMS Wien nel porto di Trieste, della SMS Szent István a Premuda e della SMS Viribus Unitis a Pola. Dentro l’Arsenale di Venezia furono realizzate le protezioni per la salvaguardia del patrimonio artistico e architettonico veneziano. Inoltre riuscì a pianificare e a porre in opera una serie di intelligenti iniziative tese a tutelare le opere, i monumenti e i palazzi della città.
In seguito all'armistizio di Villa Giusti il Thaon annunciò il bollettino della Vittoria Navale, composta da Gabriele D'Annunzio. Il Re lo promosse al grado di ammiraglio con motu proprio e il 6 novembre 1918 fu inviato come delegato navale alla conferenza di pace di Parigi (insieme al ministro degli esteri Sidney Sonnino) dove difese a spada tratta i diritti italiani sulla Dalmazia. Il 24 novembre 1919, per la seconda volta, si dimise dalla carica di capo di stato maggiore, diventando Ispettore generale della regia marina e poi, presidente del Comitato degli ammiragli (1919-1920). Nel 1924 fu promosso grande ammiraglio, grado appositamente creato per lui (e finora l'unico nella storia della Marina italiana) rimanendo in tal modo in servizio a vita con un proprio ufficio al ministero della marina. Dal 1921-1923 fu eletto presidente della Società Geografica Italiana.
All'avvento del fascismo, entrò a far parte del cosiddetto primo governo nazionale in qualità di ministro della Regia Marina come uomo di fiducia di re Vittorio Emanuele III, insieme al generale dell'esercito Armando Diaz, come ministro della Guerra, e tra gli altri, al prof. Giovanni Gronchi, futuro presidente della repubblica; da questa carica rassegna le dimissioni nel maggio del 1925. Vari sono i fattori delle dimissioni, tra i quali, la costituzione del commissariato per l'Aeronautica e la presa di distanza dalla politica di Mussolini in seguito alla gestione della crisi di Corfù (agosto - settembre 1923). Durante la guerra, venne chiamato a presiedere la commissione d'inchiesta sulla condotta delle operazioni italiane nella campagna d'Africa settentrionale e dopo il colpo di Stato militare-monarchico del 25 luglio 1943 (che coglie il Thaon alla sprovvista) venne nominato presidente del Senato (dal 28 luglio al 5 agosto 1943 e dal 6 agosto 1943 al 20 luglio 1944). Non si trovò ad essere coinvolto in prima persona intorno agli eventi che portano all'armistizio di Cassibile del 3 settembre e non aderì alla Repubblica sociale Italiana. Dopo essere stato in un primo tempo escluso da indagini della Commissione della epurazione, il 27 agosto 1944 viene inserito e in tale circostanza decise di non presentare alcuna linea di difesa all'alto commissario che, con un'ordinanza del 18 novembre 1945, lo scagiona dal qualsiasi addebito e quindi assolto con provvedimento liberatorio e con la conferma della carica di senatore. Nel periodo della transizione si trovò a fare parte della stretta cerchia di consiglieri di Umberto II e riprese l'incarico di primo segretario degli ordini cavallereschi che gli era stato appuntato nel 1932.
Uomo di profonda fede cattolica e quasi di "mistica" fede monarchica, fu di grande statura morale ed etico. Era pure di vivace penna nell'epistolario privato e di servizio, ma mantenne la debita distanza con i giornali e la storiografia contemporanea nella convinzione che "chi fa la storia non deve scriverla" e che "la storia in fondo è quella che si crede". Ricevette diverse onorificenze e decorazioni, tra le quali: Grande ufficiale dell'Ordine dei Santi Maurizio e Lazzaro e Gran cordone dell'Ordine dei Santi Maurizio e Lazzaro (1915), gran cordone dell'Ordine militare di Savoia e il Collare della Santissima Annunziata (1919). Il 24 maggio 1920 gli venne conferito il titolo di Duca del Mare e nel 1922, Balì di gran croce del Sovrano militare ordine di Malta. Nel 1924, ricevette il gran cordone dell'Ordine coloniale della Stella d'Italia, la croce d'oro per anzianità di servizio, la medaglia commemorativa della guerra italo-turca; la croce di guerra al valor militare, la medaglia commemorativa della guerra 1915-1918, la medaglia d'onore per lunga navigazione. Venne eletto primo segretario del gran magistero dell'Ordine dei Santi Maurizio e Lazzaro. Sposò a Torino, il 5 maggio 1898, Irene di Enrico Martini di Cigala e Cocconato. Dal matrimonio nacquero due figlie. Morì a Roma e fu sepolto nella basilica di Santa Maria degli Angeli e dei Martiri accanto al generale Armando Diaz, Duca della Vittoria.
- Adriano Thaon di Revel e di Sant'Andrea (Torino, 1854 - Torino, 1936), l'ottavo figlio del conte Ottavio (gemello di Vittorio). Abbracciò la carriera militare nella cavalleria e il 10 giugno 1900, venne nominato tenente colonnello di cavalleria. In seguito, fu aiutante di campo del conte di Torino e generale di divisione. Ricevette la medaglia d'oro al merito della Redenzione Sociale. Rimase celibe.
- Ottavio Camillo Thaon di Revel e Sant'Andrea (Torino, 1868 - Torino, 1946) marchese, figlio del marchese Ignazio. Dal padre ereditò il titolo. Fu Dottore in legge, gentiluomo di palazzo di S.M. la Regina e sposò a Mazzè (1897) Clementina Benedetti Riccardi di Domenico. Dal matrimonio nacquero sei figli: Irene Guglielmina (sposa Rei Marvon Bulow Radum), Ignazio (muore a tre anni), Teresa (sposa Guido Viola di Campalto), Anna (sposa Roberto Perrone di San Martino), Carlo Francesco a cui passa il titolo di marchese (sposa Carolina Marengo di Moriondo con quale ha sei figli) e Paola.

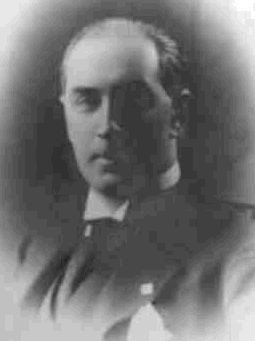
Il conte Paolo Ignazio Thaon di Revel e di Sant'Andrea

- Paolo Ignazio Maria Thaon di Revel e Sant'Andrea (Tolone, 1888 - Torino, 1973) conte, terzogenito del conte Vittorio. Uomo con molteplici interessi, si avviò agli studi economici e nel 1910, si laureò in diritto economico. La sua tesi di laurea si intitola Contributo alla teoria del consumo, lavoro che divenne la base di uno studio economico che ruota intorno al concetto del "bisogno", tema che continuò a sviluppare negli anni seguenti (fortemente sostenuto dall'amico Luigi Einaudi), fino alla pubblicazione nel 1967, del volume "Teoria del bisogno - Saggio di Metaeconomia"[52] pubblicato dal Laboratorio di economia politica S. Cognetti De Martiis. Alla soglia della Grande Guerra era un fervido intervista e si arruolò nell'esercito con il grado di tenente colonnello di artiglieria della terza armata e prese parte a tutte le azioni, dall'ottobre del 1915 all'aprile del 1918[53]. Riceve per il valore dimostrato la croce di guerra al merito. Fu un appassionato sportivo e dato che la famiglia aveva destinato spazio per la sede del Club di Scherma di Torino[54] presso il proprio palazzo in via dell'Ospedale 24 (l'attuale via Giolitti), si trovò a praticare scherma fin da givanissimo. Al rientro dalla guerra partecipò ai campionati italiani e nel 1920 e nel 1921 fu campione d'Italia di spada su terra. Nel 1920 partecipò ai giochi olimpici di Anversa[55] in squadra, vincendo l'oro.

Negli anni seguenti si avviò verso impegni politici (nel 1924 venne eletto consigliere comunale a Poirino) e nel 1929 venne nominato, con decreto reale del 28 gennaio, podestà di Torino, incarico che svolse dal 1929 al 1935. In questi anni si impegnò perché non fossero modificati "i tre punti di forza di Torino" ovvero la meccanica fine, l'elettricità e l'esercito (tramite l'Accademia militare e le scuole di specializzazione) a cui aggiungeva la nascente industria radiofonica, minacciata (come molte attività torinesi) di trasferimento a Milano per volontà di Mussolini. La creazione dell'Ente nazionale della moda, il 31 ottobre 1935, coronò questi e altri sforzi, come l'avvio del programma di grandi opere pubbliche edilizie quali il Palazzo d'Igiene, il Mercato Ortofrutticolo e il rifacimento di Via Roma, nell'ottica di stimolare il sviluppo dell'occupazione e gli investimenti. Aveva la passione per il volo, appreso durante la guerra e fu eletto presidente dell'Aero club di Torino dal 1930 al 1934. 
Ottenne la carica di senatore del regno nel 1933 e in seguito nominato da Mussolini (quarto governo), ministro delle finanze e del tesoro, dal 1935 al 1943. Nel 1935 viene nominato Gran Croce e decorato del Gran Cordone dell'Ordine della Corona d'Italia, Grande Ufficiale della Legion d'onore, il Gran Cordone dell'Ordine dei Santi Maurizio e Lazzaro e Cavaliere di Gran Croce dell'Ordine Equestre di San Marino e nel 1936, Cavaliere di Gran Croce e Gran Cordone dell'Ordine coloniale della Stella d'Italia.
Nel 1943, su propria richiesta, venne reintegrato nell'esercito come tenente colonnello di artiglieria e mandato in Sicilia per predisporre le difese contro lo sbarco degli alleati. Difese strenuamente le postazioni per dare tempo alle truppe di ritirarsi e fu tra gli ultimi ufficiali ad abbandonare l'isola. Dopo l'8 settembre del 1943, si rifiutò di aderire alla Repubblica Sociale e grazie al suo prestigio riuscì a dare rifugio presso la sua tenuta in campagna sia ai soldati che avevano rifiutato a riprendere le armi, sia ai partigiani, sfollati e agli ebrei. L'ANPI ha chiesto e ottenuto, nel 2007, che gli venisse intitolata una via nella città di Carmagnola, provincia di Torino. 
Dopo la seconda guerra mondiale fu presidente dell'Italgas e presidente della Accademia di Agricoltura di Torino, dal 1963 al 1971. Fu presidente del comitato organizzatore dei VII Giochi olimpici invernali di Cortina d'Ampezzo 1956 e in veste di delegato italiano del Comitato Olimpico Internazionale (C.I.O.) fu promotore dei giochi olimpici di Roma, nel 1960. Ha lasciato un grande contributo, donando nel 1967 alla Fondazione Luigi Einaudi, varie fonti ed importanti documentazioni per gli studiosi di storia italiana del periodo del regime fascista, raccolte durante la sua attività di ministro delle finanze. Il materiale archivistico riflette principalmente otto anni di finanza statale che permette, per la varietà delle questioni di politica economica e finanziaria trattate, una ricostruzione approfondita dell'intervento dello stato nella vita economica del paese(il materiale è diviso in 33 sezioni). Sposò a Torino, il 25 gennaio 1923, la contessa Maria Angelica Salvi del Pero di Luzzano e dalla loro unione nacquero tre figlie: Maria Luisa (sposa Giuseppe Leopardi Dittajuti), Elfrida (sposa Filippo Gazzola Di Settima) e Gabriella (sposa Carlo Alberto Vandini).
- Ignazio Ottavio Thaon di Revel e Sant'Andrea (Nizza, 1893 - Pisa, 1965) era il quarto figlio del conte Vittorio. Appassionato e abile aviatore, con il grado di tenente colonnello pilota prese attivamente parte nei combattimenti o “duelli dell’aria” della prima guerra mondiale, durante la quale fu abbattuto e ferito gravemente a una gamba. Venne decorato con la medaglia d'argento al valor militare e visse per molti anni a New York, dove si occupava attivamente degli italiani emigrati. Nel 1935 rientrò in Italia stabilendosi tra Roma e Firenze. Alla morte del fratello maggiore, nel 1973, il titolo dei conti passò a suo figlio Paolo. Sposò in prime nozze Elena Castori e in seconde nozze Serena Crespi. Dal quest'ultimo matrimonio nacquero tre figli: Irene, Elfrida e Paolo.

## Genealogia
La successione del titolo maschile Thaon di Revel, dei conti, marchesi e duchi.
| Filippo (1530-1623) - Ottiene lettere di nobiltà |  |                                                    |  |                                                                                     |
|                                                  |  | Pietro (1567-1642) - 1º signore di St. André       |  |                                                                                     |
|                                                  |  |                                                    |  |                                                                                     |
|                                                  |  |                                                    |  | Carlo Antonio (1611-1643) - 2º signore di St. André                                 |
|                                                  |  |                                                    |  |                                                                                     |
|                                                  |  |                                                    |  | Pietro Antonio (1639-1711) - 3º signore di St. André, 1º conte di Revel e St. André |
|                                                  |  |                                                    |  |                                                                                     |
|                                                  |  |                                                    |  | Gaspare (1670-1732) - 2º conte di Revel e St. André                                 |
|                                                  |  |                                                    |  |                                                                                     |
|                                                  |  |                                                    |  | Giuseppe Orazio (1697-1775) - 3º conte di Revel e St. André                         |
|                                                  |  |                                                    |  |                                                                                     |
|                                                  |  |                                                    |  | Carlo Francesco (1725-1807) - 4º conte e 1º marchese di Revel e St. André           |
|                                                  |  |                                                    |  |                                                                                     |
|                                                  |  |                                                    |  | Giuseppe Alessandro (1756-1820) - 2º marchese di Revel e St. André                  |
|                                                  |  |                                                    |  |                                                                                     |
|                                                  |  |                                                    |  | Carlo Ippolito (1789-1849) - 3º marchese di Revel e St. André                       |
|                                                  |  |                                                    |  |                                                                                     |
|                                                  |  |                                                    |  | Emanuele (1819-1901) - 4º marchese di Revel e St. André                             |
|                                                  |  |                                                    |  |                                                                                     |
|                                                  |  |                                                    |  | Ignazio (1839-1908) - 5º marchese di Revel e St. André                              |
|                                                  |  |                                                    |  |                                                                                     |
|                                                  |  |                                                    |  | Ottavio Eugenio (1868-1946) - 6º marchese di Revel e St. André                      |
|                                                  |  |                                                    |  |                                                                                     |
|                                                  |  |                                                    |  | Carlo Francesco (1905-1972) - 7º marchese di Revel e St. André                      |
|                                                  |  |                                                    |  |                                                                                     |
|                                                  |  |                                                    |  | Maurizio Ottavio (1933-2017) - 8º marchese di Revel e St. André                     |
|                                                  |  |                                                    |  |                                                                                     |
|                                                  |  |                                                    |  | Paolo Emilio (n. 1963) - 9º marchese di Revel e St. André                           |
|                                                  |  |                                                    |  |                                                                                     |
|                                                  |  |                                                    |  | Carlo Alberto (n. 1998)                                                             |
|                                                  |  |                                                    |  |                                                                                     |
|                                                  |  | Ignazio Isidoro (1760-1835) - 1º conte di Pralungo |  |                                                                                     |
|                                                  |  |                                                    |  |                                                                                     |
|                                                  |  |                                                    |  | Ottavio Luigi (1803-1868) - 2º conte di Pralungo                                    |
|                                                  |  |                                                    |  |                                                                                     |
|                                                  |  |                                                    |  | Vittorio (1854-1930) - 3º conte di Pralungo                                         |
|                                                  |  |                                                    |  |                                                                                     |
|                                                  |  |                                                    |  | Paolo Ignazio (1888-1973) - 4º conte di Pralungo                                    |
|                                                  |  |                                                    |  |                                                                                     |
|                                                  |  | Ignazio Ottavio (1893-1965)                        |  |                                                                                     |
|                                                  |  |                                                    |  |                                                                                     |
|                                                  |  |                                                    |  | Paolo (n. 1963) - 5º conte di Pralungo                                              |
|                                                  |  |                                                    |  |                                                                                     |
|                                                  |  |                                                    |  | Filippo (n. 2001)                                                                   |
|                                                  |  |                                                    |  |                                                                                     |
|                                                  |  | Paolo Camillo (1859-1948) - 1º duca del Mare       |  |                                                                                     |
|                                                  |  |                                                    |  |                                                                                     |

La discendenza maschile nel ramo dei duchi si è estinta. È invece viva la discendenza maschile nel ramo dei marchesi nella persona di Paolo Emilio, nato dall'unione della contessa Gabriella Thaon di Revel e l'ammiraglio Carlo Alberto Vandini, poiché fu adottato del marchese Maurizio nel 1996 in quanto vedovo e senza figli. La discendenza del ramo dei conti vive nella persona di Paolo, figlio di Ignazio Ottavio, fratello minore del conte Paolo Ignazio, a cui il titolo è passato con la morte dello zio quando aveva 10 anni.